# Frederiksberg Papirfabrik
Frederiksberg Papirfabrik (opr. J.C. Ferslews Papirfabrik) var en papirfabrik på Nordre Fasanvej 43 på Frederiksberg. Den blev etableret i 1881 af etatsråd J.C. Ferslew med henblik på at levere avispapir til den ferslewske presse.
Frederiksberg Papirfabrik holdt sig uden for den store sammenslutning i 1889 med stiftelsen af De forenede Papirfabrikker. Parterne indgik dog en aftale, og Frederiksberg Papirfabrik blev aldrig nogen konkurrent til monopolet De forende Papirfabrikker (DfP), som i 1930 overtog fabrikken.
Fabrikken producerede på det tidspunkt stadig avispapir, men i den interne DfP-arbejdsdeling, der blev effektueret, blev fabrikken på Frederiksberg sat til at tilvirke de grovere papirkvaliteter.
I 1891 og 1893 lagde brande store dele af fabrikken øde, så den måtte genopføres. I 1909 blev den udbygget.
Fabrikken lukkede i 1975. Papirmaskinerne blev solgt til Indien og bygningerne revet ned. Fem år senere blev boligbebyggelsen Seedorffs Vænge rejst på grunden.